# ジョージ・ショー

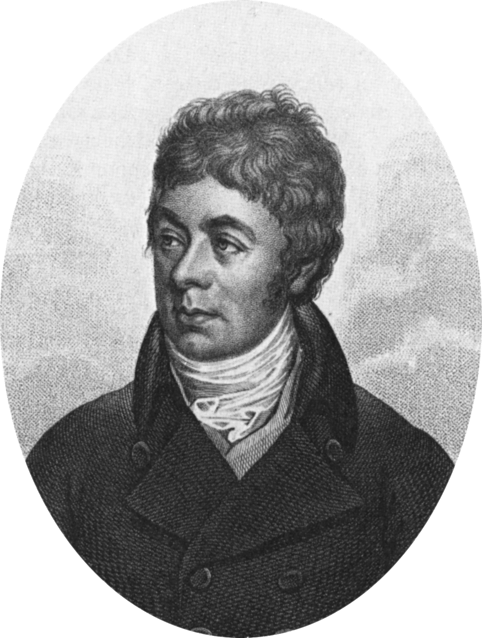
ジョージ・ショー

ジョージ・ショー（George Shaw、1751年12月10日 – 1813年7月22日）は、イギリスの植物学者、動物学者である。

## 略歴
バッキンガムシャーのBiertonで生まれた。オクスフォード大学のマクダレン・ホールで学び、1772年に学位（M.A.）を得た。医師の仕事をした後、1786年にオクスフォード大学で植物学の助講師となった。1788年に創立されたロンドン・リンネ協会の創立者の一人である。1789年に王立協会フェローに選ばれた。
1791年に大英博物館（ロンドン自然史博物館）の学芸員助手（assistant keeper）となり、先任のエドワード・ウィテーカー・グレイが没すると学芸員となった。大英博物館に購入されたハンス・スローンの博物学コレクションの整理・分類を行う仕事を行うが、大部分の標本は保存状態が悪く、医学、解剖学に関する標本は王立外科医師会の博物館に送られたが、劣化した動物や鳥の剥製は焼却された。大英博物館の学芸員の仕事は、助手を務めたドイツ出身のチャールズ・コーニックに引き継がれた。
カモノハシなどオーストラリアの動物の記載を行った最初のイギリスの学者で著書に "Zoology of New Holland" (1794)がある。カモノハシの研究論文は1799年にNaturalist's Miscellanyに発表された。爬虫類と両生類の多くの新種を記載した。
その他の著書にはアシュトン・リーバー（Ashton Lever）が集めた博物学コレクションの一部を紹介した、" Musei Leveriani explicatio, anglica et latina"や "General Zoology, or Systematic Natural History" (16巻) (1809–1826) (9巻から16巻は昆虫学者のジェームズ・フランシス・スティーブンス（James Francis Stephens）が執筆）や、"Naturalist's Miscellany"などがある。

## General zoology, or Systematic natural historyの図版

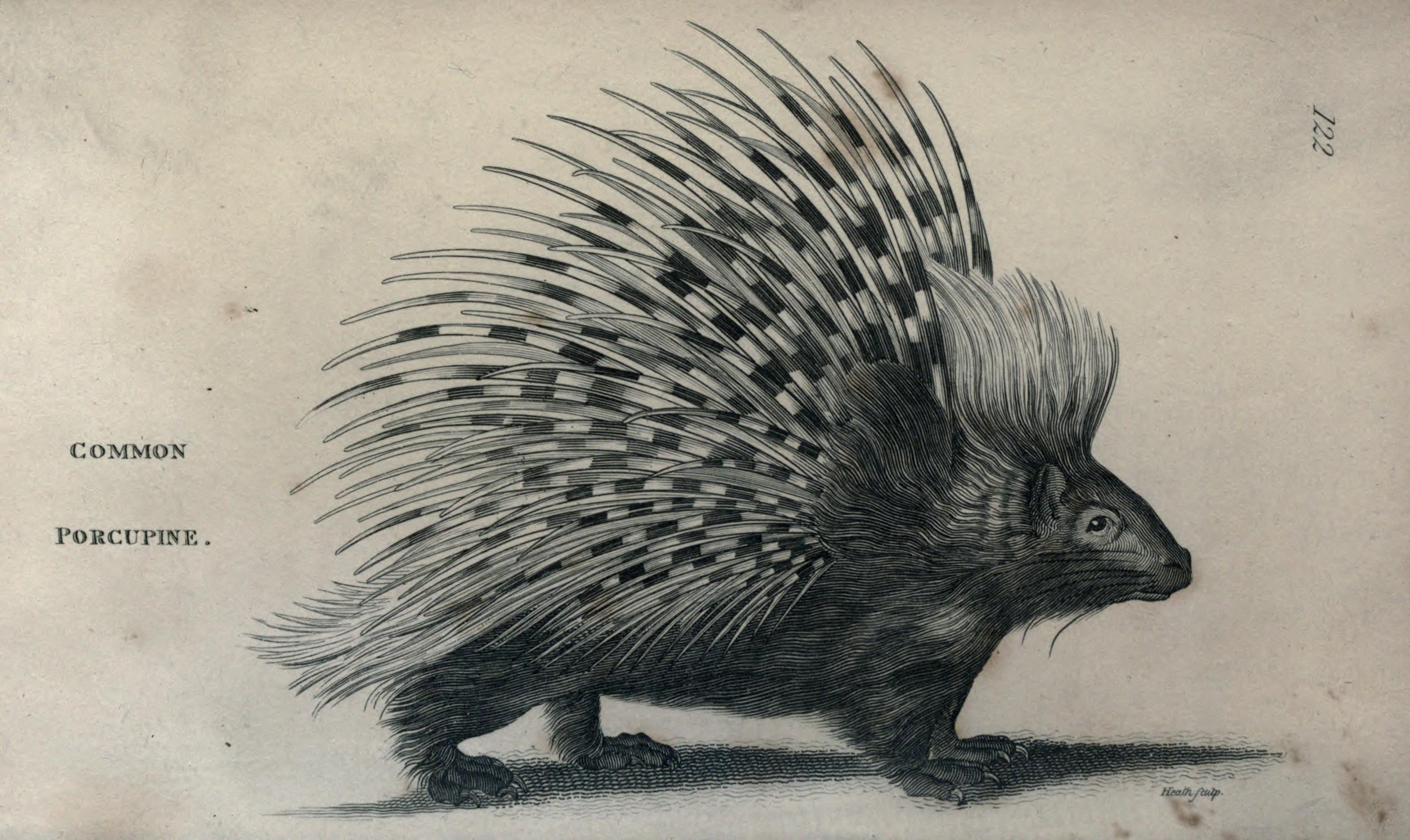
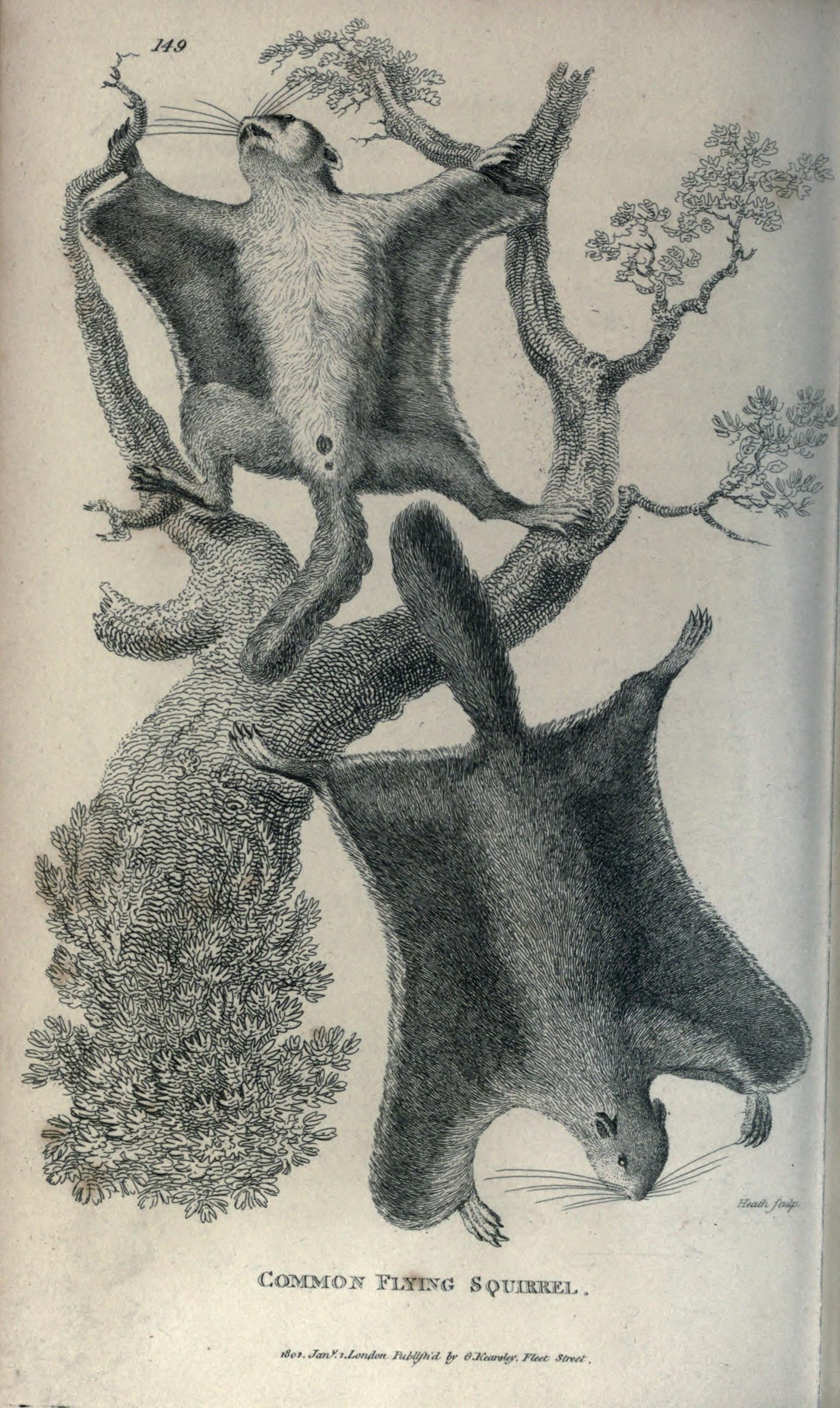
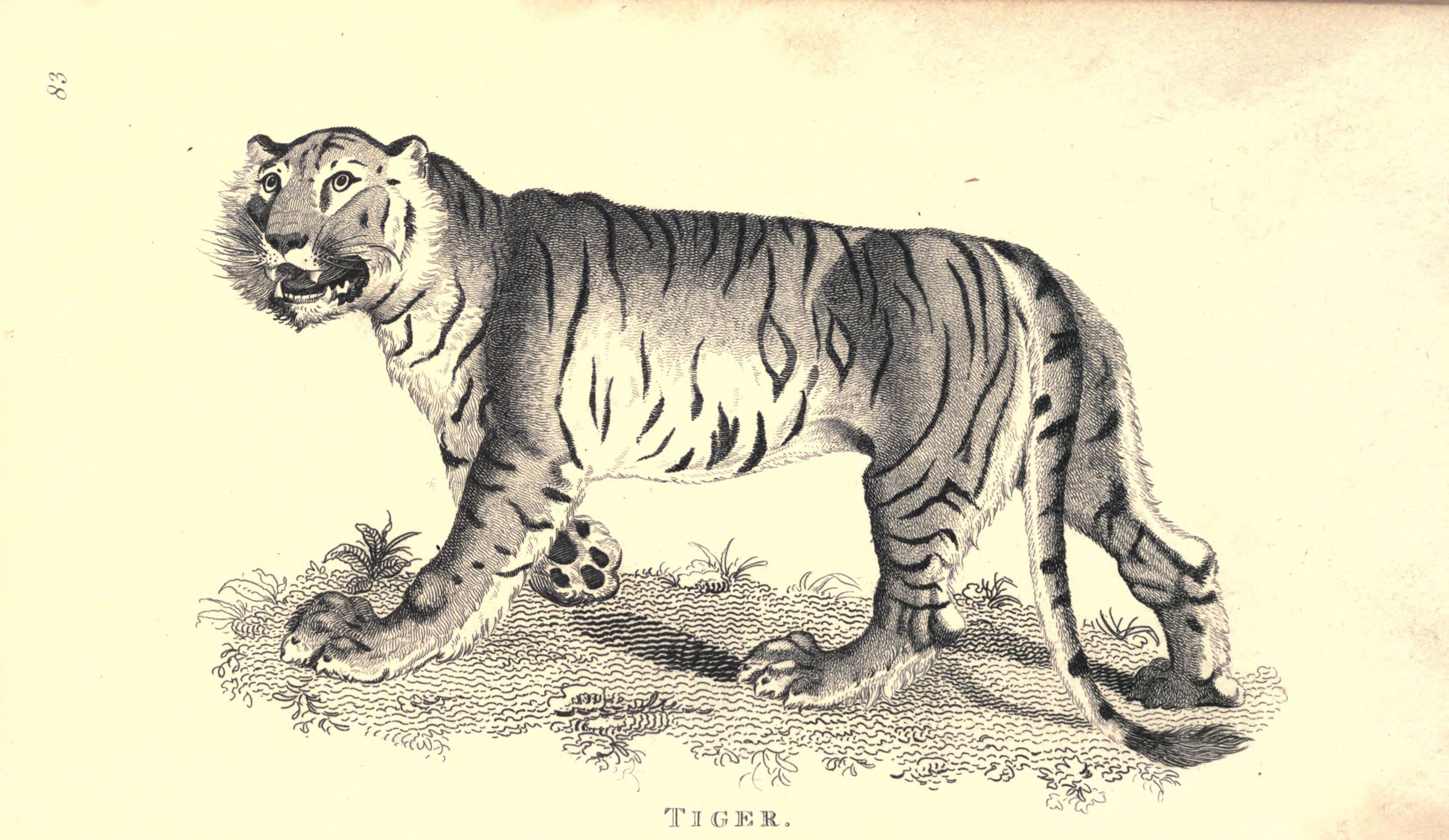
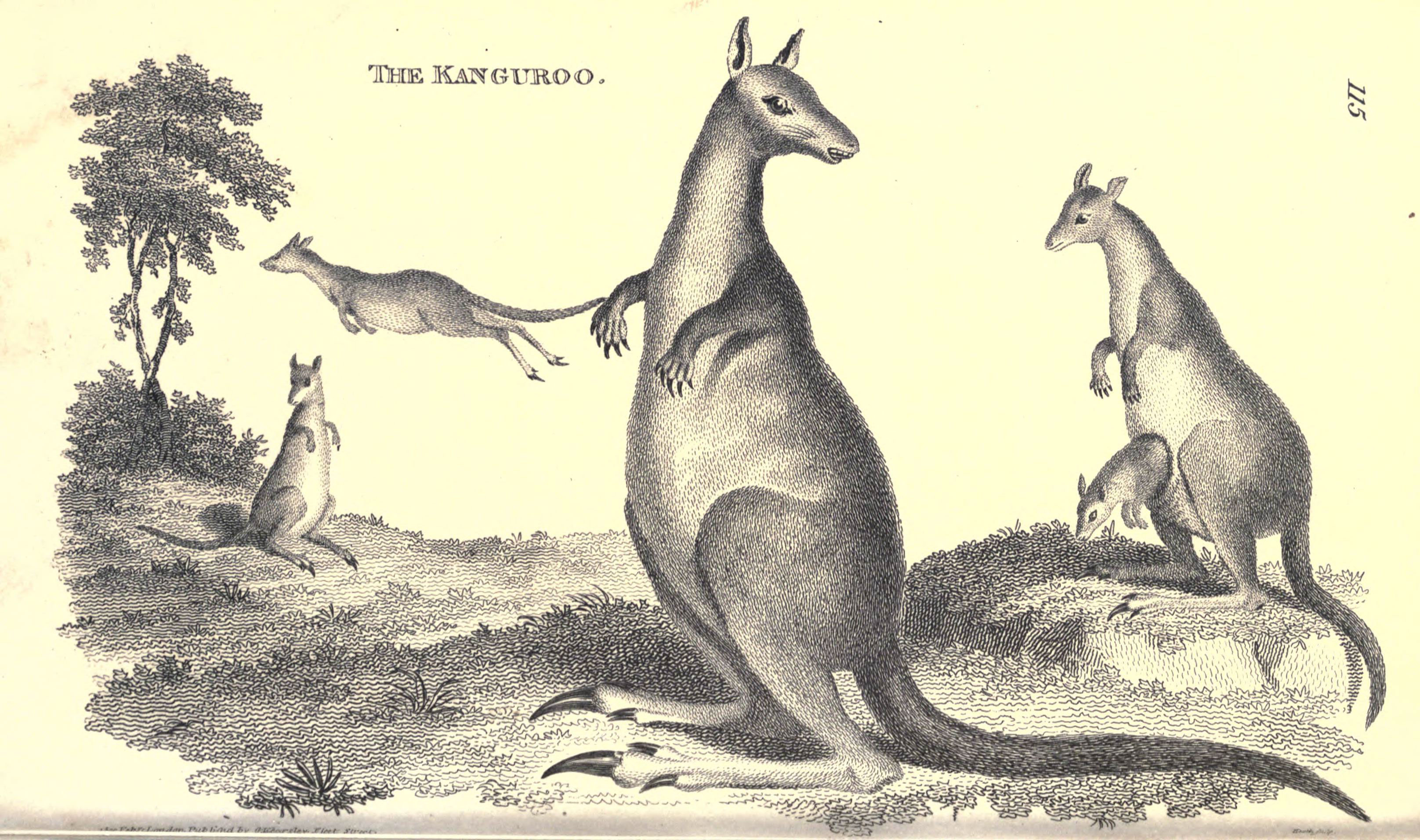
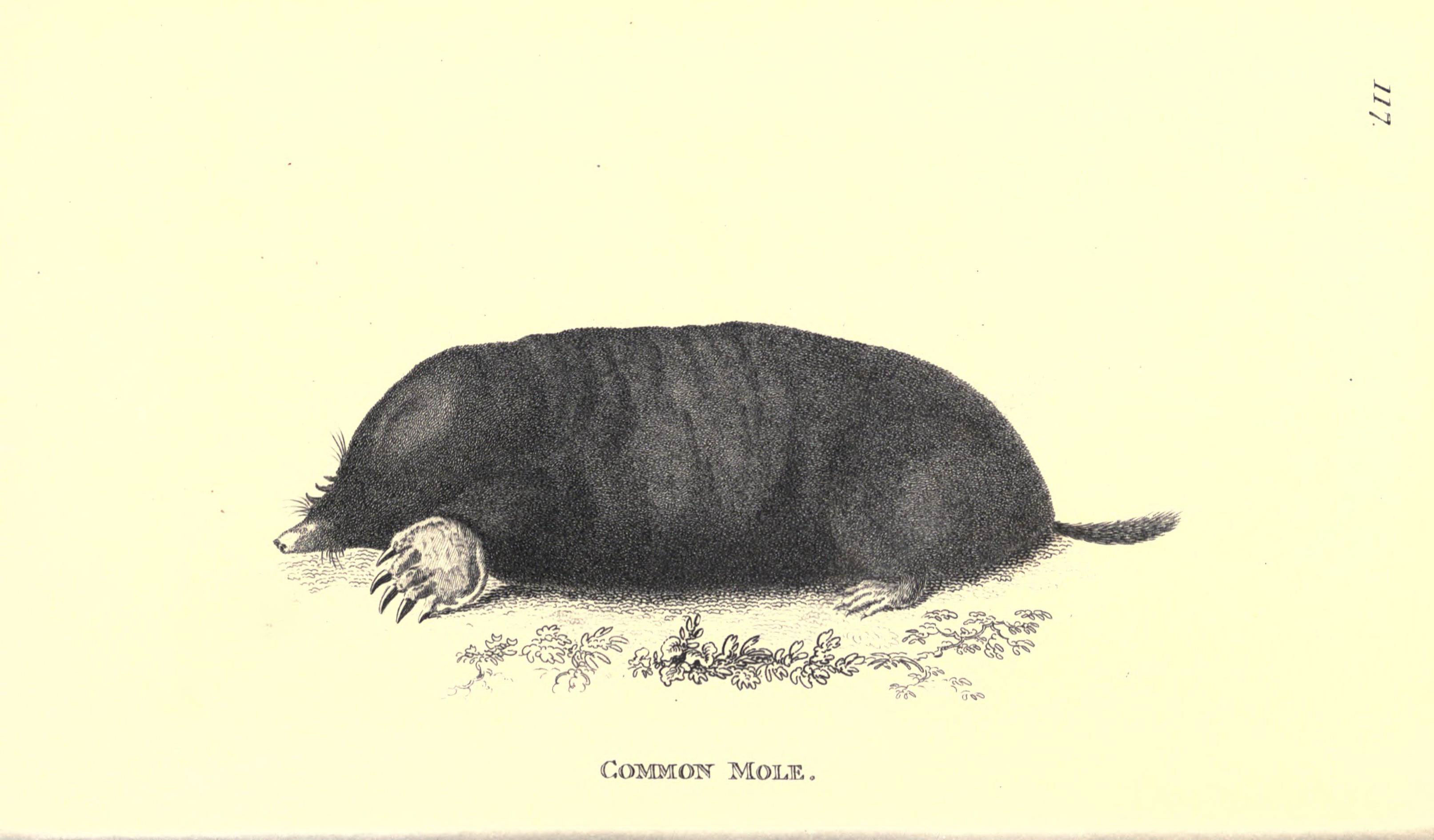